# Ângelo Martins
Ângelo Gaspar Martins Pereira (Porto, 19 aprile 1930 – 11 ottobre 2020) è stato un calciatore portoghese, di ruolo difensore.

## Caratteristiche tecniche
Giocava nel ruolo di terzino sinistro.

## Carriera
Con la maglia del Benfica vinse sette campionati portoghesi (1954-1955, 1956-1957, 1959-1960, 1960-1961, 1962-1963, 1963-1964 e 1964-1965), cinque Coppe di Portogallo (1952-1953, 1954-1955, 1956-1957, 1961-1962 e 1963-1964) e due Coppe dei Campioni (1960-1961 e 1961-1962).

## Palmarès

### Club

#### Competizioni nazionali
- Campionato portoghese: 7

Benfica: 1954-1955, 1956-1957, 1959-1960, 1960-1961, 1962-1963, 1963-1964, 1964-1965
- Coppa del Portogallo: 5

Benfica: 1954-1955, 1956-1957, 1958-1959, 1961-1962, 1963-1964
- Taça Ribeiro dos Reis: 1

Benfica: 1963-1964

#### Competizioni internazionali
- Coppa dei Campioni: 2

Benfica: 1960-1961, 1961-1962